# Erik Rasmussen (journalist)
 Der er flere personer med dette navn, se Erik Rasmussen.
Erik Rasmussen (født 20. oktober 1941) er journalist, redaktør, forfatter, debattør, iværksætter og stifter af virksomhederne Mandag Morgen og Sustainia. I dag driver Erik Rasmussen forskernetværket Navigating 360, og deltager aktivt i samfundsdebatten som fast skribent i Politiken og Økonomisk Ugebrev, hvor han primært skriver om klima, bæredygtighed og ledelse. Erik Rasmussen har i mere end 60 år gjort karriere i medieverdenen og har bl.a. været direktør for Egmont A/S, Mandag Morgen og chefredaktør for Børsen og Børsens Nyhedsmagasin.
Erik Rasmussen modtog i 2016 Den Store Publicistpris og blev i 2006 udnævnt som en af verdens 100 mest indflydelsesrige journalister af World Economic Forum.

## Karriere

### Oversigt
- Navigating 360, stifter (2022 -)
- Sustainia, stifter og partner (2009 - 2022)
- Politiken, fast klimadebattør (2019 -)
- Økonomisk Ugebrev, fast klummeskribent (2021 - )
- Mandag Morgen, fast klummeskribent (2016 -)
- Mandag Morgen, stifter, chefredaktør og adm. direktør (1989 - 2016)
- Huffington Post, fast skribent (2011 - 2017)[4]
- Tænketanken Forum for Industriel Udvikling, direktør (1986 - 1989)
- Børsens Nyhedsmagasin, chefredaktør (1984 - 1986)
- Forlaget Management, stifter og adm. direktør (1979 - 1984)
- Egmont A/S (tidl. Gutenberghus Bladene), direktør (1975 - 1979)
- Børsen, chefredaktør (1969 - 1975)
- Berlingske Aftenavis, erhvervsredaktør (1966 - 1968)

- Medlem af VL-gruppe 3 i København i 40 år[5]

### Tidlig karriere
Erik Rasmussen er født i Skeby Sogn på Fyn. Som 17-årig startede Erik Rasmussen som journalistelev på Bogense Avis. Efter udstået mesterlære på danske provinsaviser, værnepligt i Livgarden og et studieophold i USA på Fulbright Legat landede han som erhvervsredaktør på Berlingske Aftenavis. Sammen med kollegaen Uffe Ellemann-Jensen udviklede han koncepter for moderne erhvervsjournalistik.
Det førte ham i en alder af 27 år til posten som chefredaktør på Dagbladet Børsen i 1969. Under hans ledelse blev grundstenen lagt til Børsen, som den kendes i dag - og efter kun seks år med Erik Rasmussen i chefredaktørstolen var oplaget seksdoblet.
I 1975 fortsatte han karrieren som direktør for Egmont Danmark - det daværende Gutenberghus Bladene - et job som viste sig langt fra erhvervsjournalistik og avisdrift. Erik Rasmussen forlod direktørjobbet efter få år, for at starte hans første medievirksomhed Forlaget Management, hvor han lancerede nichemediet “Politisk Ugebrev” - et medie, der senere skulle vise sig at blive forløberen til Ugebrevet Mandag Morgen.

### Sen karriere
I 1989 stiftede Erik Rasmussen Ugebrevet Mandag Morgen, og senere Tænketanken Mandag Morgen.
Ugebrevet Mandag Morgen var fra starten et medie målrettet samfundets beslutningstagere, som med afsæt i den analytiske journalistik blev stiftet og drevet af Erik Rasmussen med den klare målsætning at udfordre, nuancere og perspektivere og klæde magtens elite på til omstilling og nytænkning.
Erik Rasmussen har gennem sin tid som chefredaktør og ejer af Mandag Morgen også fungeret som katalysator og idemand bag større initiativer såsom Innovationsrådet, Velfærdens Innovationsdag og Copenhagen Climate Council. Han har drevet og skrevet et hav af publikationer, artikler og indlæg om politik, sundhed, klima og andre samfundsmæssige forhold.
I årene frem mod COP15 i København fokuserede Erik Rasmussen sit arbejde omkring klimadagsordenen. Her stiftede han blandt andet Copenhagen Climate Council, som bragte globale erhvervsledere, politikere og forskere sammen på at give et samlet bud på erhvervslivets bidrag til COP’en, for at understrege nødvendigheden af COP15 og en fælles global klimaaftale.
I 2009 blev Copenhagen Climate Council omdannet til Sustainia - stadig med Erik Rasmussen i spidsen. Og i 2012 løsrev Sustainia sig fra Mandag Morgen og blev en 100 pct. selvstændig virksomhed, hvor Erik Rasmussen stadigt er aktiv.
I 2016 solgte Erik Rasmussen Mandag Morgen til netmediet Altinget.dk og Lisbeth Knudsen fortsatte som ansvarshavende chefredaktør. Siden har Erik Rasmussen fokuseret sig på sine aktiviteter i Sustainia og relaterede projekter.

## Privat

### Familie
Erik Rasmussen er gift med Sidsel Bogh, som var med til at opbygge Mandag Morgen. Sammen har de tre voksne sønner. Erik Rasmussen har også en datter fra et tidligere ægteskab.

### Sygdom
Karrierevejen har ikke altid været snorlige for Erik Rasmussen. To gange er han blevet ramt af livstruende sygdomme. I 1999 fik han konstateret halskræft, hvor prognosen var dårlig -  lægerne spåede ham kun 20 pct. overlevelseschancer. Men efter otte måneder og 34 strålebehandlinger blev Erik Rasmussen erklæret rask og herefter engagerede han sig i en række initiativer, bl.a. en lang årrække som formand for patientstøtteudvalget i Kræftens Bekæmpelse, foredragsholder og initiativtager til den største undersøgelse herhjemme om kræftpatienternes verden, Erik Rasmussen skrev desuden bogen “Den dag du får kræft”, som blev udgivet i 2006.
Anden gang Erik Rasmussen blev ramt af livstruende sygdom, var det en alvorlig blodforgiftning med endnu færre muligheder for overlevelse. Her slog han dog også de dårlige odds.

## Bøger
- Magt uden ansvar: Superfos syndromet (1988) ISBN 87-7553-227-1
- Den politiske virksomhed (1996) ISBN 87-90275-09-8
- Den dag du får kræft (2003) ISBN 87-11-11689-7
- De grønne helte (2009) m. Per Meilstrup. ISBN 9788776644673
- Repaint the future! Your guide to a sustainable tomorrow (2017) m. Anders Nolting Magelund. ISBN 9788797007211